# Station Nietoperek
Station Nietoperek is een spoorwegstation in de Poolse plaats Nietoperek.